# MPL Communications
MPL Communications és un hòlding creat pel músic britànic Paul McCartney pels seus interessos comercials. De forma addicional al treball de McCartney després de la separació de The Beatles, MPL ha esdevingut una de les editores privades de música més importants en haver adquirit altres companyies del sector musical. MPL, que suposa les sigles de "McCartney Productions Limited", té seus a Londres i Nova York i fou fundada el 1970 amb la intenció de distanciar-se del mànager Allen Klein i de l'empresa de The Beatles, Apple Corps, si bé McCartney no desenvoluparà el seu projecte fins al 1975. La primera vegada que es nomena MPL és a l'àlbum de 1975 Venus and Mars.
MPL posseeix una àmplia varietat de drets d'autor -que cobreixen prop de 100 anys de música- de compositors com McCartney, Buddy Holly, Jerry Herman, Frank Loesser, Meredith Willson i Harold Arlen, entre d'altres, amb cançons com "Rock-a-bye Your Baby with a Dixie Melody" (feta famosa per Al Jonson) en el seu catàleg. Així mateix, controla 25 companyies subsidiàries. Mary McCartney, fotògrafa i primera filla de Paul, controla el departament de fotografia.
L'octubre de 2006, el registre de marques de Londres va comunicar que la companyia de McCartney havia començat un procés per reservar els drets del seu cognom per a l'ús de qualsevol gamma de productes, que inclouen roba i menjar vegetarià. En cas de complir-se tots els requisits legals, McCartney tindria el dret exclusiu per a usar el seu cognom com a marca a través d'MPL.